# Das Tempelchen
Das Tempelchen ist eine Erzählung von Werner Bergengruen, die 1950 in Zürich erschien. Eine Filmfassung sendete das ZDF am 15. Oktober 1966.
Eine russische Großmutter blickt wehmütig auf ihre unglückliche Liebe zu einem polnischen Insurgenten zurück.

## Zeit und Ort
Die Großmutter erzählt eine Begebenheit aus Weißrussland vom Anfang des 20. Jahrhunderts.

## Form
Die Großmutter ist die Witwe eines Oberstleutnants, der zu Lebzeiten in Petersburg Kriegsgeschichte lehrte. Nun besucht die alte Dame noch einmal ihr Geburtshaus, das Gut Makarjewskoje und erzählt dort der Enkelin Jelisaweta die Geschichte ihrer Jugendliebe.

## Inhalt
Die Großmutter erzählt, zu der Zeit, kurz bevor sie sich mit ihrem späteren Ehemann verlobte, ging sie manchmal im Park des Guts spazieren. Ihr bevorzugtes Ziel war ein „hölzernes Lusthäuschen, so ein weißes Tempelchen in der griechischen Manier.“ Darin fand sie eines Tages einen jungen heruntergekommenen polnischen Flüchtling, den sie drei Tage vor ihren Eltern und vor den anderen Russen versteckte, versorgte und zur Weiterflucht verhalf. Der polnische Offizier hatte gegen Russland an der Insurrektion teilgenommen. In dem weißrussischen Gouvernement herrschte der Kriegszustand und wer geflüchtete Insurgenten beherbergte, wurde bestraft. Der Flüchtling nannte sich Jerome und blieb sonst ziemlich schweigsam. Ausländische Universitäten hätte er besucht, Christoph Willibald Gluck liebte er und wollte ein freies Polen. Der Erzählerin ist unklar, wie ihre damaligen waghalsigen Hilfsaktionen unentdeckt bleiben konnten. Die Kraft zur Verstellung, so vermutet sie, habe ihr wohl die Liebe gegeben. Naiv war sie als Jugendliche schon gewesen. So hatte sie den Offizier, der doch bald weiter flüchten musste, um eine Nachricht gebeten, in der er ihr über sein weiteres Schicksal Mitteilung machen sollte. Natürlich kam solch ein Leichtsinn für den erfahrenen Insurgenten nicht in Frage. Er konnte seinem Herzen nicht folgen. An die drei Worte „meinem Herzen folgen“ klammerte sich die junge Russin – sprach doch aus ihnen erwiderte Liebe. Beim Abschied bekam sie einen Kuss auf den Mund, wenn auch nur in Form einer flüchtigen Berührung. Davon zehrte sie jahrelang, musste aber aus Vernunftgründen einen Russen heiraten. Die mit Kindern gesegnete Ehe machte die Erzählerin zwar nicht glücklich, aber doch zufrieden. Und so fällt die Summa ihres Lebens philosophisch aus: Mit ihrer Zufriedenheit ist sie nicht ganz zufrieden, aber wer weiß, wahrscheinlich wäre sie mit dem Glück auch nicht ganz glücklich gewesen.